# Comté de Wells (Dakota du Nord)
Pour les articles homonymes, voir Wells et Comté de Wells.
Le comté de Wells est un des 53 comtés du Dakota du Nord, aux États-Unis. 
Siège : Fessenden. Plus grande ville : Harvey.

## Démographie
| 1890  | 1900  | 1910   | 1920   | 1930   | 1940   |
| ----- | ----- | ------ | ------ | ------ | ------ |
| 1 212 | 8 310 | 11 814 | 12 957 | 13 285 | 11 198 |

| 1950   | 1960  | 1970  | 1980  | 1990  | 2000  |
| ------ | ----- | ----- | ----- | ----- | ----- |
| 10 417 | 9 237 | 7 847 | 6 979 | 5 864 | 5 102 |

| 2010  | 2020  | - | - | - | - |
| ----- | ----- | - | - | - | - |
| 4 207 | 3 982 | - | - | - | - |